# Хардвик, Кэтрин
Кэ́трин Ха́рдвик — американский кинорежиссёр, сценаристка и продюсер. В число её работ входят такие фильмы, как независимая драма «Тринадцать», сценарий к которой она написала совместно с Никки Рид; фильм на библейскую тему «Божественное рождение» и экранизация первой части вампирской саги «Сумерки». Сборы в кинопрокате от фильма «Сумерки» за первый уик-энд стали самыми большими среди фильмов женщин-режиссёров.

## Биография

### Ранняя жизнь
Кэтрин Хардвик родилась в Камероне, штат Техас, в семье Джейми Эльберты (урождённая Беннетт) и Джона Бенджамина Хардвика. Она выросла в Макаллене, Техас, и воспитывалась в пресвитерианской деноминации. У неё есть сестра-художница Ирен Хардвик Оливьери, а также брат по имени Бен. У Кэтрин есть 19-летняя приёмная дочь Ольга, на данный момент проживающая в Англии.

### Карьера
Кэтрин Хардвик начинала свою карьеру в качестве архитектора. Она провела большую часть 1990 года, работая производственным дизайнером в таких фильмах, как «Томбстон» (1993), «Ньютонские парни» (1998) и «Три короля» (1999). В следующем году она сотрудничала с кинорежиссёром и сценаристом Кэмероном Кроу, а также актёром и продюсером Томом Крузом при работе над фильмом «Ванильное небо» (2001).
Первая работа Хардвик в качестве продюсера фильмов — картина «Тринадцать» (2003), завоевавшая множество наград. Кэтрин Хардвик и 14-летняя Никки Рид сотрудничали при работе над сценарием фильма, который отразил полученный подростковый опыт юной актрисы. Понадобилось всего 6 дней, чтобы они завершили работу над сценарием. Эван Рэйчел Вуд заключила контракт на участие в этом фильме совместно с Никки Рид.
Также Кэтрин Хардвик срежиссировала фильм «Короли Догтауна» в 2005 году, в котором было показано вымышленное описание культуры и образа жизни скейтбордистов. Фильм частично основан на документальной работе Стэйси Пералты «Догтаун и Зет-парни». В 2006 году Хардвик срежиссировала фильм на библейскую тему «Божественное рождение» для кинокомпании New Line Cinema. Картина была выпущена 1 декабря 2006 года.
В 2008 году стала режиссёром киноадаптации бестселлера Стефани Майер «Сумерки». Фильм должен был стать первым из серии запланированных экранизаций четырёх книг «Сумеречной саги» Стефани Майер: «Сумерки», «Новолуние», «Затмение» и «Рассвет», выпускаемых кинокомпанией Summit Entertainment. Позже в Summit Entertainment заявили, что они отказались от сотрудничества с ней для работы над экранизацией романов Стефани Майер, а в качестве режиссёра последующей картины книжной серии выступит другой режиссёр (Крис Вайц). В дальнейшем она снова поработала с киностудией над киноадаптацией книги Гэйла Формана «Если я остаюсь» (англ. «If I Stay»).
Ещё одной будущей режиссёрской работой Кэтрин станет киноадаптация бестселлера Джеймса Паттерсона «Maximum Ride» и сотрудничество с актёром Эмилем Хиршем при создании образа Гамлета наших дней.

## Фильмография

### Режиссёр
1. «Тринадцать» (2003) (англ. «Thirteen»)
2. «Короли Догтауна» (2005) (англ. «Lords of Dogtown»)
3. «Божественное рождение» (2006) (англ. «The Nativity Story»)
4. «Сумерки» (2008) (англ. «Twilight»)
5. (англ. «Maximum Ride») (2010)
6. «Красная шапочка» (2011) (англ. Red Riding Hood)
7. «Ад на колёсах» (2011) (англ. Hell on Wheels)
8. «Зажги меня» (2013) (англ. Plush)
9. «Низкое зимнее солнце» (2013) (англ. Low Winter Sun)
10. «Банда Разводного Ключа» (англ. «The Monkey Wrench Gang»)

### Сценаристка
1. «Тринадцать» (2003) (англ. «Thirteen»)
2. «Зажги меня» (2013) (англ. Plush)

### Продюсер
1. «Божественное рождение» (2006) (англ. «The Nativity Story»)
2. «Красная шапочка» (2011) (англ. Red Riding Hood)
3. «Улететь» (2011) (англ. Fly Away)
4. «Зажги меня» (2013) (англ. Plush)
5. «Безрассудный» (2014) (англ. Reckless)

## Награды
| Год  | Результат          | Награда                                  | Мероприятие                                  | Фильм                   |
| ---- | ------------------ | ---------------------------------------- | -------------------------------------------- | ----------------------- |
| 2003 | Номинация          | Grand Prix                               | Международный Братиславский кинофестиваль    | «Тринадцать»            |
| 2003 | Номинация / Победа | Jury Special Prize / Grand Special Prize | Кинофестиваль «Deauville»                    | «Тринадцать»            |
| 2003 | Победа             | Dorothy Arzner Prize                     | Кинофестиваль «Режиссёрский взгляд»          | «Тринадцать»            |
| 2004 | Номинация          | Grand Prix Asturias                      | Международный кинофестиваль «Gijón»          | «Тринадцать»            |
| 2003 | Номинация          | Independent Spirit Award                 | Награды «Независимый дух»                    | «Тринадцать»            |
| 2004 | Номинация / Победа | Серебряный Леопард / Золотой Леопард     | Международный кинофестиваль «Локарно»        | «Тринадцать»            |
| 2003 | Победа             | Epiphany Prize                           | Награды «МувиГид»                            | «Божественное рождение» |
| 2003 | Победа             | Screenwriting Award                      | Кинофестиваль «Nantucket»                    | «Тринадцать»            |
| 2003 | Номинация          | PFCS Award                               | Награды критиков сообщества «Феникс Фильм»   | «Тринадцать»            |
| 2003 | Номинация          | Golden Satellite Award                   | Награды «Сателлайт»                          | «Тринадцать»            |
| 2003 | Победа / Номинация | Directing Award / Grand Jury Prize       | Кинофестиваль «Санденс»                      | «Тринадцать»            |
| 2003 | Номинация          | WAFCA Award                              | Награды «Ассоциации кинокритиков Вашингтона» | «Тринадцать»            |